# Peggy Wood
Peggy Wood (Brooklyn, Nova York, 9 de febrer de 1892 − Stamford, Connecticut, 18 de març de 1978) va ser una actriu de teatre, cinema i televisió estatunidenca nominada a l'Oscar.

## Biografia
El seu veritable nom era Mary Margaret Wood, i va néixer a Brooklyn, Nova York. Wood va passar gairebé cinquanta anys a l'escena, començant en el cor i arribant a ser reconeguda com una cantant i estrella del teatre de Broadway. Va debutar en el teatre el 1910 en el cor de Naughty Marietta. El 1917, en Maytime, va interpretar la cançó ‘Will You Remember’. Va treballar en altres  musicals abans d'interpretar Portia en la versió de 1928 d'El mercader de Venècia. A  finals dels anys vint i trenta, va interpretar papers principals en musicals a Londres i Nova York. El 1941, en l'estrena novaiorquesa de l'obra de Noël Coward Blithe Spirit, va interpretar Ruth Condomine.
A causa de la seva carrera teatral, Peggy no va treballar massa en el cinema. Va coprotagonitzar al costat de Will Rogers Handy Andy, i va actuar en el film Jalna. També va fer un cameo en la pel·lícula de 1937 Ha nascut una estrella, representant una recepcionista d'un estudi cinematogràfic.
Entre 1949 i 1957, va interpretar la matriarca Marta Hansen, Mama, en la popular sèrie televisiva de la CBS Mama, basada en la pel·lícula I Remember Mama. Després d'aquesta sèrie, Wood també va treballar en episodis de Zane Grey Theater i en un episodi de The Nurses, al costat de Ruth Gates, que també treballava en Mama.
Després va actuar al costat d'Imogene Coca en l'obra de Broadway The Girls in 509, la qual va tenir un moderat èxit.
La seva última actuació en el cinema va ser com l'amable mare abadessa en la pel·lícula de 1965 Somriures i llàgrimes, per la qual va rebre una nominació a l'Oscar. Wood va ser doblada en la seva part cantada per Margery McKay.
Peggy Wood també va treballar en l'adaptació de la història bíblica de Ruth, The Story of Ruth.
El 1969, es va unir al repartiment de la sèrie de l'ABC-TV, One Life to Live, en el paper de la Dra. Kate Nolan.
La seva primera autobiografia, How young you look, va ser publicada per Farrar and Rinehart el 1941. Una reedició, Arts and flowers, va aparèixer el 1963. També va escriure una biografia de John Drew, i va ser coautora d'una obra anomenada Miss Quis i de la novel·la The Star Wagon.
Wood va rebre nombrosos guardons pel seu treball teatral i va arribar a presidir l'American National Theatre and Academy (ANTA).

## Vida personal
Wood va estar casada en dues ocasions, i en les dues va quedar vídua. El seu primer marit, el poeta i escriptor John V. A. Weaver, es va morir de tuberculosi als 44 anys, i el seu segon marit, William Walling, un executiu del món de l'edició, va morir el 1973 després de 32 de matrimoni. Wood va morir a causa d'una hemorràgia cerebral a Stamford, Connecticut.

## Filmografia
Filmografia:

### Cinema
| Any  | Títol                      | Paper                                 | Notes                                                                                               |
| ---- | -------------------------- | ------------------------------------- | --------------------------------------------------------------------------------------------------- |
| 1919 | Almost a Husband           | Eva McElwyn                           | |
| 1929 | Wonder of Women            | Brigitte                              | |
| 1934 | Handy Andy                 | Ernestine Yates                       | |
| 1935 | The Right to Live          | Nurse Wayland                         | |
| 1935 | Jalna                      | Meg Whiteoaks                         | |
| 1937 | Call It a Day              | Ethel Francis                         | |
| 1937 | A Star Is Born             | Miss Phillips - Central Casting Clerk | |
| 1939 | The Housekeeper's Daughter | Olga                                  | |
| 1946 | The Bride Wore Boots       | Grace Apley                           | |
| 1946 | Magnificent Doll           | Mrs. Payne                            | |
| 1948 | Dream Girl                 | Lucy Allerton                         | |
| 1960 | The Story of Ruth          | Naomi                                 | |
| 1965 | The Sound of Music         | Mother Abbess                         | Nominada − Oscar a la millor actriu secundària Nominada − Globus d'Or a la millor actriu secundària |

### Televisió
| Any       | Títol                           | Paper              | Notes                                                                              |
| --------- | ------------------------------- | ------------------ | ---------------------------------------------------------------------------------- |
| 1948      | The Philco Television Playhouse | Mrs. Oliver Jordan | Episodi: Dinner at Eight                                                           |
| 1949      | The Philco Television Playhouse | Florence McDavid   | Episodi: Dark Hammock                                                              |
| 1951      | Pulitzer Prize Playhouse        | Gladys             | Episodi: The Skin of Our Teeth                                                     |
| 1949−1957 | Mama                            | Mama Marta Hansen  | 10 episodis Nominada − Primetime Emmy a la millor actriu en sèrie dramàtica (1953) |
| 1957      | Zane Grey Theatre               | Sarah Jolland      | Episodi: The Bitter Land                                                           |
| 1959      | The United States Steel Hour    | Lillian Granet     | Episodi: Seed of Guilt                                                             |
| 1962      | Dr. Kildare                     | Katie Harris       | Episodi: An Ancient Office                                                         |
| 1963      | The Doctors and the Nurses      | Marcella Higgins   | Episodi: The Saturday Evening of Time                                              |
| 1965      | For the People                  | Mrs. Murray        | Episodi: The Killing of One Human Being                                            |
| 1969      | One Life to Live                | Dr. Kate Nolan     |                                                                                    |